# La Tournée des grands ducs (film, 1910)
Pour les articles homonymes, voir La Tournée des grands ducs.

La Tournée des grands ducs est un film muet français réalisé par Léonce Perret en 1909 et sorti en 1910.

## Fiche technique
- Réalisation : Léonce Perret
- Scénario  Yves Mirande
- Société de production :  Pathé Frères
- Format : Muet - Noir et blanc - 1,33:1 - 35 mm
- Métrage : 145 m
- Pays d'origine : France
- Genre : Comédie
- Année de sortie : 1910

## Distribution
- Armand Numès : le viveur
- Gaston Silvestre : L'Escarpe
- Polaire : la danseuse
- Maria Fromet